# 이동관
이동관(李東官, 1957년 10월 6일~)은 대한민국 언론인, 정치인이다. 제9대 방송통신위원회 위원장(2023. 8.~2023. 12.)을 지냈다.
2023년 8월 25일 윤석열 대통령이 방통송신위원회 위원장에 임명하였다. 이후 2023년 12월 1일, 국회의 탄핵안 처리를 앞두고 사의를 표명하였고, 윤석열 대통령이 사표를 수리하면서 위원장직에서 물러났다.

## 생애

### 언론인 활동
1985년 동아일보에 입사해 사회부, 경제부, 정치부 기자로 활동. 1993년 도쿄 특파원으로 부임해 3년반 동안 주재하면서 일본의 자민당 정권붕괴 등 정치적 격변과 ‘잃어버린 10년’으로 표현되는 경제 사회상의 변화, 한신(阪神) 대지진 등 격동의 현장을 취재 보도했음. 도쿄 특파원 재임기간 중‘李奉昌의사의 옥중수기`‘에토 다카미(江藤隆美)총무청장관의 식민지배 미화발언’등의 특종보도로 한국기자상, 서울언론상 등을 수상.

1997년 귀국한 이후 청와대 출입기자, 정치부장, 논설위원을 거치며 주로 한국정치와 남북관계 분야에서 활약. 동아일보 대표단의 두 차례 방북취재를 주도했으며 정치부장 시절이던 2004년 한국사회의 좌편향흐름에 반대하는 ‘뉴라이트 운동’을 기획 보도.

### 청와대 시절
대한민국 제17대 대통령 선거의 한나라당 대통령후보 경선이 한창이던 2007년 당시 이명박 후보 진영에 투신해 선거기간 중 공보실장, 공보특보 등을 지냈으며 이명박 대통령의 당선 이후에는 대통령직 인수위 대변인, 청와대 대변인, 홍보수석 등을 차례로 역임하며 3년 가까이 지근거리에서 이 대통령을 홍보 정무적으로 보좌하다가 2010년 7월 현직에서 물러났다. 
2011년 1월 대통령 대통령 언론특별보좌관으로 복귀해서 언론문화 정책을 기획, 입안하는 등 이명박 대통령을 보좌했다. 2012년 8월부터 2013년 2월까지 언론문화 특임대사로 활동하면서 한일관계의 핵심과제인 위안부 문제해결을 위한 특사로 나서 일본 민주당 정권의 사이토 쓰요시 관방부장관과 협상을 벌였다.  이 협상을 통해 ♦위안부 강제 동원에 대한 일본 정부의 책임을 인정하는 일본 총리 친서를 피해자들에게 전달 ♦일본 각의 결정을 통해 1인당 300만엔의 사죄금 지급 ♦진상규명을 위한 위원회 설립 등에 합의한 뒤, 한일 정상회담을 통해 이를 선언하기로 합의했으나 노다 요시히코 총리의 중의원 해산으로 무산되었다. 이밖에 이명박 정부 국정백서의 운영위원으로 백서 편찬과 실무에 관여했다. 2014년 1월 디지털서울문화예술대학교 총장으로 취임해 문화예술을 선도하는 한류전사를 육성하고, 2015년 12월 임기를 마쳤다. 제20대 국회의원 선거 서초을지역 새누리당 예비후보로 선거활동도 했다. 그 해 3년 뒤, 2018년 1월부터 현재까지 디지털서울문화예술대학교 명예총장을 맡고있다.

## 학력
- 1976년: 신일고등학교 졸업
- 1980년: 서울대학교 정치학과 학사
- 1982년: 서울대학교 대학원 정치학 석사 수료
- 2001년: 하버드 대학교 니만 펠로우(Nieman Fellow) 과정 수료

## 경력
- 1985년: 동아일보 입사
- 1993년: 동아일보 동경특파원
- 1997년: 동아일보 청와대 출입기자
- 2000년~2001년: 하버드대학교 니만 펠로우과정 수료
- 2002년: 동아일보 정치부 차장
- 2003년: 동아일보 정치부 부장
- 2005년 5월: 동아일보 논설위원
- 2006년 1월: 제53대 관훈클럽 운영위원회 기획부문 운영위원
- 2007년 7월: 한나라당 이명박 대통령후보 공보특보
- 2007년 12월~2008년 2월: 제17대 대통령 인수위원회 대변인
- 2008년 2월~2009년 8월: 대통령 대변인실 대변인
- 2009년 9월~2010년 7월: 대통령비서실 홍보수석비서관
- 2011년 1월~2011년 12월: 대통령 언론특별보좌관
- 2012년 2월~2013년 2월: 외교통상부 언론문화협력 특임대사
- 2013년 9월: 고려대학교 일민국제관계연구원 초빙교수
- 2014년 1월~2015년 12월: 디지털서울문화예술대학교 총장
- 2018년 1월~2023년 8월: 디지털서울문화예술대학교 명예총장
- 2021년 12월~2022년 1월: 국민의힘 살리는 선거대책위원회 중앙선대위 산하 위원회 미디어소통특별위원회 위원장
- 2022년 3월~2022년 5월: 제20대 대통령 당선인 특별고문
- 2022년 5월~2023년 8월: 대통령비서실 대외협력특별보좌관
- 2023년 8월 25일~12월 1일: 방송통신위원회 위원장
- 2023년 8월 25일~12월 1일: 2050 탄소중립위원회 당연직 위원

## 상훈
- 1989년: 서울기자상
- 1995년: 서울언론상
- 2012년: 황조근정훈장

## 사건

### `이동관 대변인 악성 루머` 오보
경향신문이 2009년 4월 14일자에 이대변인이 태국에서 열린 `아세안+3(한중일)` 정상회의에 이례적으로 이명박 대통령을 수행하지 않은 사실을 전하며 `이동관 대변인이 강남 룸살롱에서 술을 마시다가 종업원과 시비가 붙었다`는 소문을 인용 보도했다.

당시 이대변인이 정정보도를 요청했으나 받아들여지지 않아 민형사상 소송을 제기했다. 이후 경향신문이 [바로잡습니다]를 통해 "추가 취재 결과 이 `악성루머`는 사실이 아닌것으로 밝혀졌기에 바로 잡습니다. 정확한 사실을 확인하지 않은채 정치권에 떠도는 소문을 전함으로써 이동관 대변인의 명예가 훼손된 데 깊히 사과드립니다." 라고 정정보도해 사실이 아님이 밝혀진 후 이대변인이 소송을 취하했다.

### 병역면제 허위사실 유포
2009년 7월경 이명박 정부의 고위 공직자 중 육군 병장으로 병역을 마친 이동관 홍보수석 등이 병역면제자로 표기된 허위 고위 공직자 병역면제자 명단이 인터넷 카페와 블로그, 포털뉴스의 댓글 등을 통해 유포되자 이를 명예훼손으로 고소한 사건이다. 이동관은 1983년 6월 1일 입대해 1985년 12월 12일 만기 전역했다.
2010년 1월, 경찰청 사이버 수사대는 사립대 교수, 인터넷 칼럼리스트, 현직 교사, 공무원 등이 포함된 36명을 적발, 이 중 5명을 불구속 입건했다. 이동관 홍보수석은 이후 잘못을 시인하거나 선처를 요청한 이들에 대해서는 고소를 취하하였다.,

### TK 발언 논란 관련 오보
2010년 3월 1일 <경북일보>는 '靑세종시 관련 대구-경북 언론논조 불만 많다.'라는 제목으로 이동관 홍보수석이 같은해 2월 28일에 청와대 출입기자들과 만난 자리에서 "이명박 대통령은 대구-경북 언론에 불만이 많다. TK(대구-경북)X들, 정말 문제가 많다."라고 대구-경북 지역민들을 폄하하는 발언을 했다고 보도해 논란이 되었다.

이 수석은 기사에 적시된 표현을 사용한 일이 전혀 없고 세종시 문제에 대한 대구-경북 지역 언론의 논조가 다소 지나치다는 정도로 사석에서 언급했다고 해명하고 정정보도 청구 수용되지 않을 경우 언론 중재위에 제소하겠다고 했다.

<경북일보>가 이를 받아 들이지 않자 이 수석은 "경북일보 기자는 당일 현장에 없었음에도 불구하고 사실 관계를 확인하려는 노력도 하지 않은 채 제3자의 부저확한 전언을 그대로 이어받아 기사화했다."는 내용으로 언론중재위에 제소했고 이와는 별도로 해당 언론사 간부와 기자를 허위사실 유포에 따른 명예훼손 혐의로 형사고소하고 손해배상청구 소송을 냈다.

이후 사실 관계를 확인한 <경북일보>가 정정보도문을 통해 "확인결과 이동관 수석이 사석에서 세종시 문제에 대한 대구-경북지역의 언론의 논조가 다소 지나쳤다고 언급한 말이 전달과정에서 와전된 것으로 밝혀졌고, 전언에 대해 정확한 사실을 확인하지 않은 채 보도함으로써 이동관 수석의 명예가 훼손된 데 깊이 사과드립니다."라고 정정보도해 논란은 일단락 되었다.

### 불교계 압력 관련 루머
2010년 4월 1일 <오마이뉴스>는 봉은사 주지 명진 스님의 봉은사 법회에서 '청와대 이동관 홍보수석 김영국 거사에게 전화를 해 선거법 사면을 제안하며 안상수 외압 폭로 기자회견을 막기 위해 회유하였고, 김영국 거사가 이를 거부하자 입에 담을 수 없는 쌍욕을 했다'며 청와대의 봉은사 사태 직접 개입 의혹을 보도했다. 

이 수석은 "김영국씨와는 면식도 없을 뿐만 아니라 직접 전화통화를 한 사실이 없다"며 "명진 스님이 공개사과를 하지 않을 경우 법적 대응을 검토할 것"이라며 공개 사과를 요구했고, 이에 불응한 명진을 4월 13일 명예훼손 혐의로 고소했다. 

김영국은 이후 불교포커스, 주간조선 등과의 인터뷰에서 "이 수석이 나와 일면식도 없고 직접 통화한 사실도 없다고 주장한 것은 사실"이며 "명진 스님이 왜 그러는지 모르겠다"고 밝혀 명진의 주장을 전면 부인했다. 

김영국은 이후 말을 바꾸어 또다시 이동관 수석과 직접 통화했다는 사실을 주장해 이동관 수석으로부터 명예훼손 혐의로 고소당했으나, 이동관 수석은 2010년 7월 홍보수석에서 사임하며 "공인으로서 제기했던 소송은 모두 취하할 것"이라 말하고 "사인으로서는 그분들에게 아무런 감정이 없고 진실은 명명백백하므로 용서하는 마음을 갖기로 했다"고 밝히고 명진 등을 상대로한 고소를 모두 취하했다.